# Трансформери: Фільм
«Трансформери: Фільм» (англ. Transformers: The Movie) — анімаційний науково-фантастичний фільм 1986 року, перший повнометражний фільм про трансформерів. Є прямим продовженням другого сезону анімаційного серіалу «Трансформери: Генерація 1» і приквелом третього сезону. На фоні загального сюжету серіалу вирізняється більшою похмурістю і загибеллю багатьох основних персонажів. Попри початкову невдачу в прокаті, з часом фільм став класикою художніх творів про трансформерів.
Українською озвучений 2007 року гуртом «Холодне Сонце». У перекладі частково використовували імена та назви з українського дубляжу оригінального серіалу.

## Сюжет
На планету трансформерів Літон нападає механічна планета-робот Юнікрон. Вона поглинає сам Літон і його мешканців, тільки декілька встигають врятуватися на космічних кораблях. На Землі тим часом настав 2005 рік, триває протистояння Автоботів з Обманоїдами (Десептиконами). Батьківщина трансформерів Кібертрон перебуває під владою Обманоїдів, але Автоботи закріпилися на її супутниках і готують контрнаступ. Оптімус Прайм відправляє Залізняка (Айронхайда) і ще кількох роботів з супутника на Землю, щоб доставити енергонові куби. Дорослий Спайк допомагає роботам відправити шатл, але за ним слідкує шпигун Меґатрона Лазерник (Лейзербік). Меґатрон і Зорекрик (Старскрім) захоплюють шатл і вбивають екіпаж, замисливши зненацька пробратися у земне місто Автоботів.
На Землі син Спайка, Деніел, з Гот Родом вирушають зустріти шатл. У перестрілці з Обманоїдами Гот Род рятує Деніела, але місто Автоботів зазнає потужної атаки. Ультра Магнус організовує оборону. Перцептор встигає послати сигнал лиха Оптімусу, однак передачу обривають Звукохвил (Саундвейв) з його роботами-касетниками. Обманоїдські Конструктоїди формують єдиного робота Спустошувача (Девастатора), яким ідуть на штурм. Зранку прибуває шатл Оптімуса з десантом Диноботів. Оптімус сходиться в двобої з Меґатроном і долає його. Та в останню мить ворог схоплює загублений кимось бластер і розстрілює Прайма, та й сам отримує тяжкі поломки. Зорекрик забирає Обманоїдів на астропотязі.
Помираючи, Оптімус передає свою Матрицю Лідерства Ультра Магнусу, роблячи його новим лідером Автоботів. У польоті до Кібертрона астропотяг виявляється перевантаженим, Зорекрик викидає ослаблого Меґатрона та всіх його поранених поплічників у космос. Виникає суперечка хто тепер правитиме Обманоїдами: харизматичний Зорекрик, винахідливий Звукохвил чи Конструктоїди, які формують могутнього Спустошувача. На Меґатрона натрапляє Юнікрон, він наказує знищити Матрицю Лідерства в обмін на порятунок. Юнікрон перетворює Меґатрона на Гальватрона, а з його слуг робить армію і дає корабель.
Гальватрон прибуває на Кібертрон в момент, коли Зорекрик сам себе коронує володарем планети. Він застрелює Зорекрика й проголошує себе володарем. Юнікрон поглинає один супутник Кібертрона. Джазз зі Скелелазом (Кліффджампером) встигають послати повідомлення про це на Землю перд тим як їх пожирає Юнікрон. Спайк і Джміль (Бамблбі) на другому супутнику закладають вибухівку та відлітають. Але вибух супутника не шкодить Юнікрону. Хоча Меґатрон протестує проти руйнування своїх володінь, планета-робот насилає на нього нестерпний біль і той кориться.
Ультра Магнус вирушає з іншими Автоботами та Диноботами до Кібертрона. Але Обманоїди на чолі з Гальватроном вдруге атакують Землю. Вони наздоганяють шатли, збиваючи той, де летіли Гот Род, Кап і Диноботи. Шатл падає на дивній планеті Квінтесса. Решта автоботів вирішують відстрілити задній відсік свого шатла і сісти на Брухтон. Гальвартрон, знищивши відсік, не помічає кабіни і думає наче вбив Ультра Магнуса, а з ним і Матрицю.
Гот Род опиняється в океані Квінтесси, де бореться з механічними тваринами. Він відшукує Капа та виходить на берег, де їх схоплюють тамтешні напів-розумні роботи. Вони передають трансформерів на суд Квінтессонів, що згодовують своїх полонених мехінічним чудовиськам. У в'язниці Гот Род з Капом дізнаються від захоплених літонців про Юнікрона. В цей час Диноботи і їхній лідер Твердохват (Грімлок) знаходять трансформера Коліщатко (Вілі), котрий приводить їх до друзів. Ультра Магнус, Арсі й Деніел опиняються на звалищі, де сподіваються знайти запчастини для ремонту шатла. Несподівано їх оточують місцеві трансформери, які хочуть розібрати прибулих. Магнус намагається захиститися силою Матриці, однак вона не відкривається. Юнікрон примушує Гальватрона продовжити пошуки Матриці, тоді він розуміє, що Юнікрон боїться артефакта. Напавши на Брухтон, Гальватрон відбирає в нього Матрицю Лідерства, а Свіпи вбивають лідера Автоботів. На Арсі з Деніелом нападають брухотонці, та на підмогу встинає Гот Род на викраденому з Квінтесси кораблі. Гот Род переконує брухтонців допомогти їм і відремонтувати Магнуса. Ті разом з ним, іншими роботами і Деніелом відлітають до Кібертрона.
Гальватрон намагається підкорити Юнікрона своїй волі Матрицею Лідерства, та в його руках вона теж не відкривається. Юнікрон трансформується в гуманоїду форму, поглинає Гальвартрона, після чого береться руйнувати Кібертрон. В цей час прилітає корабель з Брухтона. Диноботи і брухтонці відволікають Юнікрона, а інші розбивають йому око і пробираються всередину. Імунна система розділяє їх, Гот Род опиняється біля Гальватрона. Той пропонує об'єднатися проти Юнікрона, та під дією больового випромінювання змушений напасти на Автобота. Деніела відносить до переробного комплексу, де він зустрічає Спайка, Джмеля і Скелелаза. Спайк здогадується як врятуватися звідти. Гот Род відбирає у Гальватрона Матрицю і в його руках вона нарешті відкривається. Гот Род перетворюється на Родаймуса Прайма, від присутності Матриці Юнікрон починає розвалюватися. Автоботи і люди тікають з його тіла, а Обманоїди, в тому числі Гальватрон і Зорекрик, гинуть.
На Кібертроні Родаймус проголошує нову еру в історії планети, за якої трансформери досягнуть її процвітання.

## Саундтрек
| Transformers: The Movie 1986 - OST | Transformers: The Movie 1986 - OST | Transformers: The Movie 1986 - OST | Transformers: The Movie 1986 - OST |
| #                                  | Назва                              | Автор                              | Тривалість                         |
| ---------------------------------- | ---------------------------------- | ---------------------------------- | ---------------------------------- |
| 1.                                 | «Transformers»                     | Lion                               | 03:33                              |
| 2.                                 | «Unicron's Theme»                  | Вінс ДіКола                        | 02:25                              |
| 3.                                 | «The Touch»                        | Стен Буш                           | 03:55                              |
| 4.                                 | «Instruments of Destruction»       | N.R.G.                             | 03:22                              |
| 5.                                 | «2005»                             | Вінс ДіКола                        | 02:36                              |
| 6.                                 | «Dare»                             | Стен Буш                           | 04:02                              |
| 7.                                 | «Death of Optimus Prime»           | Вінс ДіКола                        | 02:57                              |
| 8.                                 | «Nothing Gonna Stay in Our Way»    | Spectre General                    | 03:39                              |
| 9.                                 | «Escape»                           | Вінс ДіКола                        | 04:17                              |
| 10.                                | «Hunger»                           | Spectre General                    | 03:46                              |
| 11.                                | «Autobots and Decepticons Battle»  | Вінс ДіКола                        | 04:46                              |
| 12.                                | «Dare to be Stupid»                | Weird Al' Yankovic                 | 03:25                              |

## Переклад українською
Переклад фільму українською було виконано в 2007 році під керівництвом лідера гурту «Холодне Сонце» Василя Гоцка. Останній виступив у проєкті як один з акторів та звукорежисер. Ролі озвучили: Василь Гоцко, Оксана Балуцька, Тарас Кузів, Юлія Даценко. Цьому передувало створення каверу на музику з фільму «Трансформери» 2007 року.